# Kana subigi
Kanasubigi, Kanas ubigi o Kanas u Bigi, como está escrito en inscripciones protobúlgaras y griegas, es un título de los protobúlgaros. El título de kanas para los primeros gobernantes protobúlgaros es una suposición, ya que sólo la forma de kanasubigi esta atestiguada en inscripciones en piedra. Los historiadores suponen que es incluida la palabra kanas en su forma arcaica, aunque actualmente muchos historiadores consideran la última a de kana un artefacto del griego y en realidad sería kan subigi, y hay una evidencia que sugiere que este último título fue utilizado de hecho, en Bulgaria, por ejemplo, el nombre de uno de los gobernantes protobúlgaros Pagan existe el llamado breviarium como Καμπαγάνος (Kampaganos), probablemente una interpretación errónea de la frase "Kan Pagan". Entre las traducciones propuestas para la frase kanasubigi en su conjunto como el señor del ejército, de la reconstruida frase túrquica *sü begi, paralelamente al registrado en el antiguo túrquico sü baši, y, más recientemente, (gobernador) de Dios, del Indoeuropeo *su-y baga-, es decir, *su-baga (un equivalente de la frase griega ὁ ἐκ Θεοῦ ἄρχων, ho ek Theou archon, que es común en las inscripciones protobúlgaras). Esta titulatura presumiblemente persistió hasta que los protobúlgaros adoptaron el cristianismo. Algunas inscripciones protobúlgaras escritas en griego y después en eslavo se refieren a los gobernantes búlgaros respectivamente con el título griego arconte o el título eslavo knyaz.